# Депонија
Депонија представља место, локалитет, за одлагање отпадних материјала. На депонији некада може да се врши селекција и рециклажа отпада.
Обично се у данашње време врши категоризација (класификација) отпада према типу отпада који се на њима одлаже. Депоније могу бити савремено инжењерски осмишљене и припремљене тако да се искоришћавају течни продукти или гас путем распадања органског отпада. Савремене депоније генерално морају имати минимално један покривни слој, који се састоји од набијене глине са минималном потребном дебљином за максималну хидрауличну препреку.
Депоније углавном граде локалне самоуправе. У скорије време на депонијама постоје машине за сабијање отпада да би уштеделе простор. Када се депонија испуни ђубретом често се затрпава слојем земље.
Депонија више није само место за одлагање отпада. Данас, депонија представља и центар за управљање отпадом као секундарном сировином.

## Операције
Оператери добро вођених депонија за нехазардан отпад испуњавају унапред дефинисане спецификације применом техника на:
- ограничавање отпада на што мању површину
- компактирање отпада зарад смањења запремине[2]

Они такође могу да прекрију отпад (обично свакодневно) слојевима земље или другим врстама материјала као што су дрвена сечка и ситне честице.
Током рада на депонији, вага или камионска вага могу вагати возила за прикупљање отпада по доласку, а особље може прегледати терет за отпад који није у складу са критеријумима за прихватање отпада на депонији. Након тога, возила за сакупљање отпада користе постојећу путну мрежу на путу до истоварног или радног фронта, где истоварују свој садржај. Након одлагања терета, компактори или булдожери могу да рашире и сабијају отпад на радној површини. Пре напуштања граница депоније, возила за сакупљање отпада могу проћи кроз постројење за чишћење точкова. Ако је потребно, враћају се на вагу на поновно вагање без свог терета. Процес вагања може саставити статистику о дневној пристиглој тонажи отпада, коју базе података могу задржати за вођење евиденције. Поред камиона, неке депоније могу имати опрему за руковање железничким контејнерима. Употреба „превоза железницом“ омогућава да се депоније налазе на удаљенијим локацијама, без проблема повезаних са многим путовањима камионима.
Типично, на радној површини, сабијени отпад се свакодневно прекрива земљом или алтернативним материјалима. Алтернативни материјали за покривање отпада укључују уситњено дрво или други „зелени отпад“, неколико производа од пене за напрскавање, хемијски „фиксиране“ био-чврсте материје и привремени прекривачи. Прекривачи се могу подићи на место ноћу, а затим уклонити следећег дана пре одлагања отпада. Простор који свакодневно заузима сабијени отпад и покривни материјал назива се дневна ћелија. Сабијање отпада је кључно за продужење века депоније. Фактори као што су компресибилност отпада, дебљина слоја отпада и број пролаза компактора преко отпада утичу на густину отпада.

## Животни циклус санитарне депоније
Термин депонија је обично скраћеница за општинску депонију или санитарну депонију. Ови објекти су први пут уведени почетком 20. века, али су добили широку употребу 1960-их и 1970-их, у настојању да се елиминишу отворене депоније и друге „нехигијенске” праксе одлагања отпада. Санитарна депонија је пројектовани објекат који одваја и ограничава отпад. Санитарне депоније су замишљене као биолошки реактори (биореактори) у којима ће микроби током времена разградити сложени органски отпад на једноставнија, мање токсична једињења. Ови реактори морају бити пројектовани и коришћени у складу са регулаторним стандардима и смерницама (видети инжењеринг заштите животне средине).
Обично је аеробна разградња прва фаза у којој се отпад разлаже на депонији. Након њих следе четири фазе анаеробне деградације. Обично се чврсти органски материјал у чврстој фази брзо распада како се већи органски молекули разграђују у мање молекуле. Ови мањи органски молекули почињу да се растварају и прелазе у течну фазу, након чега следи хидролиза ових органских молекула, а хидролизована једињења затим пролазе кроз трансформацију и испаравање као угљен диоксид (CO2) и метан (CH4, а остатак отпада остаје у чврсте и течне фазе.
Током раних фаза, мала запремина материјала доспева у процедну воду, пошто биоразградива органска материја отпада подлеже брзом смањењу запремине. У међувремену, хемијска потражња за кисеоником у процедној води се повећава са повећањем концентрација непослушнијих једињења у поређењу са реактивнијим једињењима у процедној води. Успешна конверзија и стабилизација отпада зависе од тога колико добро микробне популације функционишу у синтрофији, односно интеракцији различитих популација да обезбеде нутритивне потребе једне другима.
Животни циклус општинске депоније пролази кроз пет различитих фаза:

### Почетно прилагођавање (Фаза I)
Како се отпад одлаже на депонију, празни простори садрже велике количине молекуларног кисеоника (O2). Са додатим и сабијеним отпадом, садржај O2 у слојевима биореактора депоније постепено се смањује. Популације микроба расту, густина се повећава. Доминира аеробна биоразградња, односно примарни акцептор електрона је O2.

### Транзиција (Фаза II)
O2 се брзо разграђује од стране постојећих микробних популација. Смањење O2 доводи до мање аеробних и више анаеробних услова у слојевима. Примарни акцептори електрона током транзиције су нитрати и сулфати пошто се O2 брзо замењује CO2  у отпадном гасу.

### Формирање киселине (Фаза III)
Хидролиза биоразградиве фракције чврстог отпада почиње у фази формирања киселине, што доводи до брзе акумулације испарљивих масних киселина (VFA) у процедној води. Повећани садржај органске киселине смањује pH процедне воде са приближно 7,5 на 5,6. Током ове фазе, интермедијарна једињења распадања као што су VFA доприносе великој хемијској потражњи кисеоника (COD). Дуголанчане испарљиве органске киселине (VOA) се претварају у сирћетну киселину (C2H4O2), CO2 и гасовити водоник (H2). Високе концентрације VFA повећавају и биохемијску потражњу за кисеоником (BOD) и концентрацију VOA, што покреће производњу H2 од стране ферментативних бактерија, што стимулише раст H2-оксидирајућих бактерија. Фаза генерисања H2 је релативно кратка јер је завршена до краја фазе формирања киселине. Повећање биомасе ацидогених бактерија повећава количину разградње отпадног материјала и потрошњу хранљивих материја. Метали, који су генерално растворљивији у води при нижем pH, могу постати покретљивији током ове фазе, што доводи до повећања концентрације метала у процедној води.

### Метанска ферментација (Фаза IV)
Интермедијарни производи фазе формирања киселине (нпр. сирћетна, пропионска и бутерна киселина) се претварају у CH4 и CO2 помоћу метаногених микроорганизама. Како се VFA метаболизирају метаногени, pH  воде на депонији се враћа у неутралност. Органска снага процедне воде, изражена као потреба за кисеоником, опада великом брзином са повећањем производње гаса CH4 и CO2. Ово је најдужа фаза распадања.

### Коначно сазревање и стабилизација (Фаза V)
Стопа микробиолошке активности се успорава током последње фазе разлагања отпада пошто снабдевање хранљивим материјама ограничава хемијске реакције, нпр. како биолошки расположиви фосфор постаје све ређи. Производња CH4 скоро потпуно нестаје, са O2 и оксидованим врстама које се постепено поново појављују у гасним бушотинама како O2 продире наниже из тропосфере. Ово трансформише оксидационо-редукциони потенцијал (ORP) у процедној води ка оксидативним процесима. Преостали органски материјали могу се постепено претварати у гасну фазу, док се органска материја компостира; односно органска материја се претвара у једињења слична хумусу.